# 苏豪广场

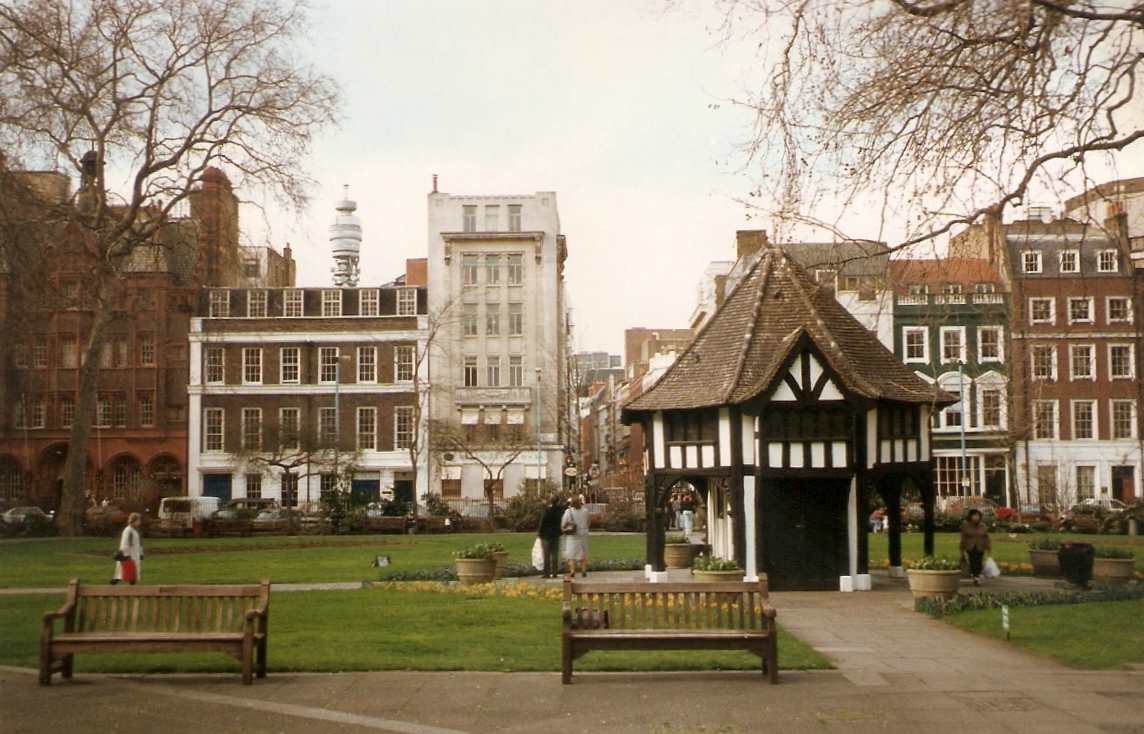
苏豪广场

苏活广场（英語：Soho Square，也译作索霍广场）是英国伦敦苏活区的一个广场，牛津街以南，查令十字路以西。广场周边的街道，从北按顺时针方向，分别为苏活街（Soho Street）、 萨顿行（Sutton Row）、希腊街、贝特曼斯大楼（Batemans Buildings）、弗里思街（Frith Street）和卡莱尔街（Carlisle Street）。在花园的中心，有一个独特的半木园丁小屋。在夏季，举行露天免费音乐会。
苏活广场开辟于1670年代。它原名国王广场（King Square），得名于查理二世，其雕像立于广场中心。到19世纪初，这座雕像的情形已经相当悲惨，1875年被移走保管，1938年恢复。
从1778年到1801年，苏活广场21号设有著名的白宫妓院（White House brothel）。
苏活广场8号和9号是伦敦法国新教教堂，建于1891-93年。广场上还有大型天主教堂圣巴特利爵教堂。
苏活广场拥有数家媒体机构，包括英国电影分级委员会，20世纪福克斯，保罗·麦卡特尼的MPL通讯公司等。
在苏活广场的花园，有一个纪念已故歌手柯丝蒂·麦科尔的长凳。她于2000年去世后，歌迷们为她买了一个纪念长凳，上面刻着歌词：“有一天我会那里等待，苏活广场上没有空板凳”。
在狄更斯的《双城记》中，苏活广场是露西和她的父亲莫奈特医生居住的地方。